# آلکس مورایس
آلکس مورایس (به پرتغالی: Alexandre de Moraes Gomes) مدافع اهل برزیل است که در شهر Barão de Cocais و در تاریخ ۲۵ مارس ۱۹۸۸ به دنیا آمده‌است.
آلکس مورایس در تیم‌های فوتبال Roma Apucarana، Juventude، استاندارد لیژ، Porto Alegre، Nova Iguaçu، Anápolis، Paulista، Luverdense، São José سابقهٔ حضور دارد.